# Sha Bandar
Sha Bandar (en idioma urdú: شاہ بندر) es una pequeña localidad ubicada en el distrito de Thatta, en la provincia de Sindh (la más sureña de las cuatro provincias de Pakistán), a unos 50 km de la costa del mar Arábigo, y a unos 170 km al sureste de la costera Karachi (capital de Pakistán).
Otros nombres:
- Shāh Bandar
- Shah Bandar
- ShahBandar
- Shahbandar
- Shahbundar
- Shahbunder

## Demografía
Los sindhís constituyen la mayoría de la población de Shabandar. También hay baluchíes y kachíes establecidos en la ciudad.
La población es predominantemente musulmana con una minoría hinduista.

## Historia
El día de Año Nuevo del año 280 de la hégira (en el calendario musulmán), o sea el 23 de marzo del 893 sucedió un terremoto que destruyó Sha Bandar y todas las localidades cercanas, dejando un saldo de varias decenas de miles de muertos.
Shah Bandar fue un importante puerto de intercambio comercial de la región Sind durante las dinastías Sumra (1026-1351) y Kalhora (1701 a 1783).
En 1758 ―durante la dinastía Kalhora―, la compañía británica British East India Company estableció una fábrica de comercio en ShaBandar.